# Can Susin
Can Susin és una casa de Darnius (Alt Empordà) inclosa a l'Inventari del Patrimoni Arquitectònic de Catalunya.

## Descripció
Aquesta casa està situada la nucli antic i és una de les construccions més representatives. És una casa de planta rectangular orientada a tramuntana. Té planta baixa i disposa de dos pisos a llevant i de tres a ponent. El cos de llevant, de menor alçada, està clarament diferenciat de la resta, i disposa d'una planta quadrangular. L' alçat esdevé una mena de torre adossada a la resta de la construcció. Per altra banda en el primer pis s'obra a tramuntana mitjançant un gran balcó amb una barana de fusta i sustentat per bigues del mateix material. El mateix balcó serveix de porxo a la planta baixa. Pedruscall i pedres sense debastar constitueixen l'aparell de tota la construcció. L'única excepció són les obertures, que s'han emmarcat amb carreus ben tallats - destaquem la porta forana situada a llevant. L'edifici s'aixecà substituint un llenç de muralla, i segurament, aquest fet es deu a certs aspectes defensius que apareixen - torre, espitllera a la banda del migdia, etc.